# Alistair Darling

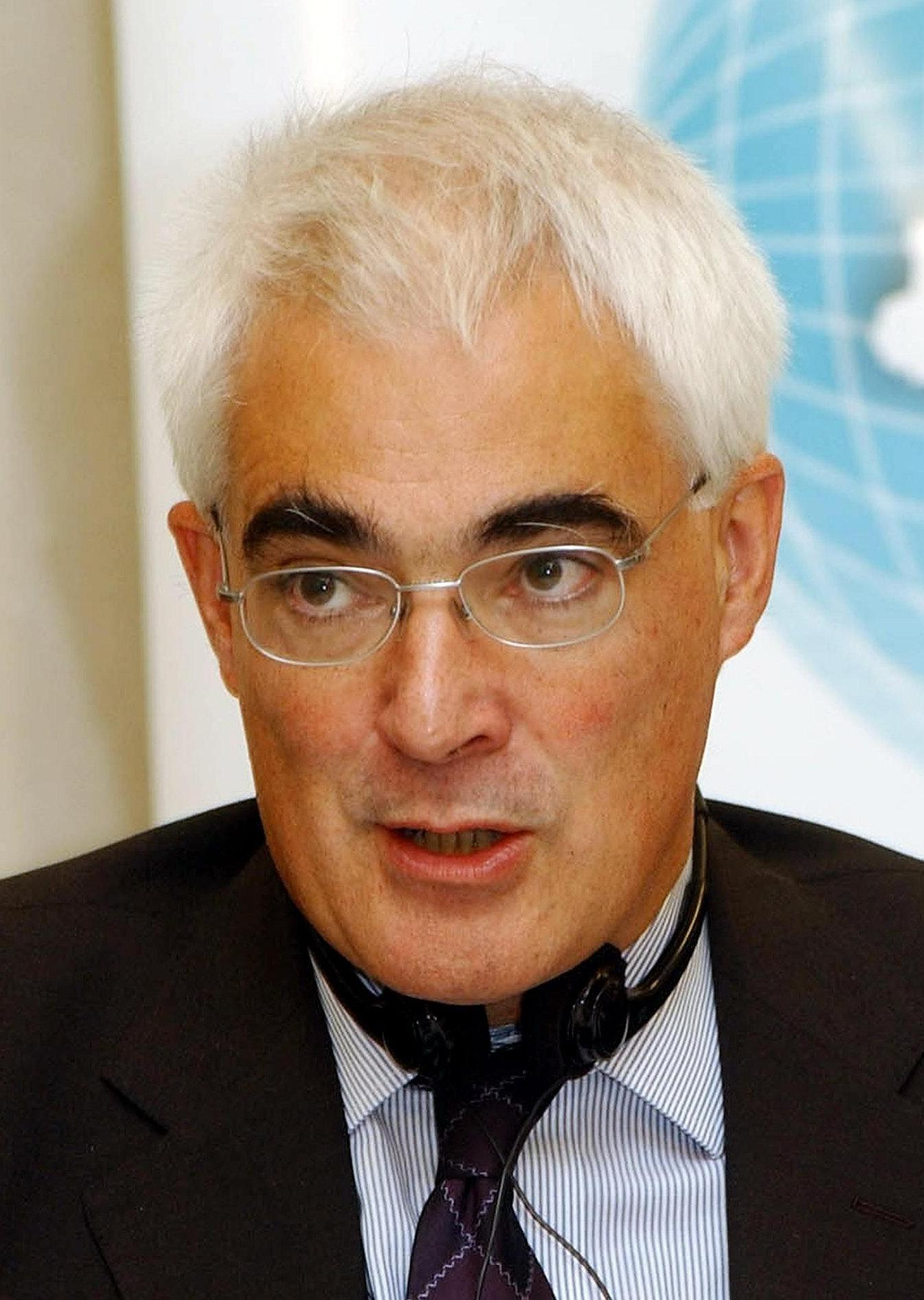
Alistair Darling (2006)

Alistair Maclean Darling, Baron Darling of Roulanish (* 28. November 1953 in Hendon, Middlesex; † 30. November 2023 in Edinburgh) war ein britischer Politiker der Labour Party und von 2007 bis 2010 Schatzkanzler in der Regierung von Gordon Brown.
Er war schottischer Abstammung und der Sohn eines Bauingenieurs. Er ging in Tadworth (Surrey), Kirkcaldy (Fife) und in Musselburgh (East Lothian) zur Schule und schloss ein juristisches Studium an der University of Aberdeen als Bachelor of Laws (LL.B.) ab. Anschließend betätigte er sich als Anwalt.
Aus seiner Ehe mit der Journalistin Margaret McQueen Vaughan, die bereits 1986 starb, hatte er einen Sohn und eine Tochter.
Als Abgeordneter der Labour Party wurde er 1987 erstmals ins britische House of Commons gewählt. Er war von 1987 bis 2005 Abgeordneter für den Wahlkreis Edinburgh Central und von 2005 bis 2015 für den Wahlkreis Edinburgh South West.
Darling hatte ab 1997 verschiedene Kabinettsposten inne (unter anderem als Minister für Handel und Industrie) und war seitdem Mitglied des Privy Council.
Im Vorfeld des Referendums über die Unabhängigkeit Schottlands 2014 setzte sich Darling mit der Better Together-Kampagne für einen Verbleib Schottlands im Vereinigten Königreich ein. Zu den Unterhauswahlen 2015 trat Darling nicht mehr an. Als Nachfolger konnte sich sein Parteikollege Ricky Henderson in seinem Wahlkreis Edinburgh South West nicht gegen die SNP-Kandidatin Joanna Cherry durchsetzen.
Am 1. Dezember 2015 wurde Darling als Baron Darling of Roulanish, of Great Bernera in the County of Ross and Cromarty, zum Life Peer erhoben. Er wurde dadurch Mitglied des House of Lords, dem er bis zu seinem Rücktritt am 28. Juli 2020 angehörte.
Im Januar 2016 wurde Darling Mitglied des Aufsichtsrats (board of directors) der Bank Morgan Stanley.
Alistair Darling starb am 30. November 2023 im Western General Hospital in Edinburgh.

## Werke
- Back from the Brink: 1,000 Days at Number 11.[5] Atlantic Books, 2011, ISBN 978-0-85789-279-9 (Memoiren).